# Garnotia elata
Garnotia elata är en gräsart som först beskrevs av George Arnott Walker Arnott och Friedrich Anton Wilhelm Miquel, och fick sitt nu gällande namn av Janowski. Garnotia elata ingår i släktet Garnotia och familjen gräs. Inga underarter finns listade i Catalogue of Life.